# 觀保
觀保（穆麟德轉寫：guwamboo，1711年—1776年），字伯容，號補亭、蘊玉，索绰罗氏，内务府滿洲正白旗人，籍吉林长白县。清朝政治人物，进士出身。工书法。

## 生平
乾隆元年（1736）丙辰顺天乡试举人，乾隆二年丁巳恩科二甲五名进士（时隶内务府正白旗包衣鄂礼管领下，据《钦定八旗通志：进士》；与堂弟德保 (清朝)乡试、进士均同年），钦点翰林院庶吉士，授编修。乾隆六年，充云南乡试正考官。历任安徽學政、國子監祭酒、兵部侍郎、正白旗滿洲副都統、南书房上书房行走，乾隆三十年都察院左都御史兼翰林院掌院学士，充殿试读卷官。乾隆三十三年十二月庚申，接替永貴，擔任清朝禮部尚書兼鑲白旗蒙古都統，后革，由永貴接任。三十六年三月充㑹试副考官，五月充国史馆副总裁。仍在阿哥书房行走。乾隆四十一年卒，諡文恭。《钦定八旗通志：大臣传二十九》卷163有传。
有《补亭先生遗稿》（法式善辑录）、《补亭诗稿》（钞本原藏于子观豫家中，载《钦定八旗通志：艺文志》卷120）。参与编写《石渠寶笈》初編（1745），参与恭注《御製圓明園圖詠》（参与恭注者有鄂尔泰、张廷玉、汪由敦、梁诗正、钱陈群等），楷书卷《御製平定回部告成太學碑文》（现藏台北国立故宫博物院），编纂《钦定太常寺则例》，参与编纂《西清古鑒》。侍值内廷（南书房上书房行走）时，与其他七位翰林同事载入《澄怀八友图》（汪由敦作《澄怀八友图记》，录入張廷玉《皇朝詞林典故》；澄怀园位于圆明园东南角外，系为南书房和上书房词臣所设的寓所，俗称翰林花园，但观保不在其中居住）。与镶黄旗满洲、两江总督尹继善相唱和。

## 家庭
- 太高祖黑勒，年幼时父母亡故，由姑父睿忠亲王多尔衮长史巴拜养大。
- 高祖布舒庫，從龍入京，原任內務府六品司庫。高祖母張氏（父張允中，山西延安府膚施縣貢生），善满语，有满洲古风，顺治二年（1654年）由豫亲王多铎或者英亲王阿济格做媒迎娶。据《八旗滿洲氏族通譜》卷45，索绰络氏，“正白旗包衣布舒庫，索綽絡地方人，原任司庫，……来歸年分無考”。
- 曾祖都圖（因其身健如石，康熙帝賜姓石氏），内务府六库郎中兼佐领，署總管內務府大臣。曾祖母康氏，其父內務府正白旗汉军、郎中烏什泰（又呉什泰），欽命杭州織造；“呉什泰，正白旗包衣管領下人，世居瀋陽地方，來歸年分無考，原任郎中”（载《八旗滿洲氏族通譜》卷77）。
  - 胞兄依圖，其子吉蘭泰，孙女一索綽絡氏嫁内务府正白旗满洲、乾隆丙辰進士阿顏覺羅氏雙頂，孙女二索綽絡氏嫁覺羅亨泰（父工部郎中覺羅丹岱，祖父護軍統領覺羅德爾錦，曾祖騎都尉觉罗國幹，先祖索长阿）。
- 祖父石錡，太學生。祖母齊氏（父內務府太學生登科）。
  - 胞兄石璘（又阿哈占）。妻丁氏，其父内务府正黄旗汉军、总管内务府大臣丁皂保；母高佳氏（胞兄镶黄旗满洲、文淵閣大學士文定公高斌，胞侄文华殿大学士文端公高晉，胞侄女高佳氏系正蓝旗汉军、道光三十年庚戌（1850）进士吉惠 (道光进士)之高祖母、光緒二年丙子（1876）恩科進士胡俊章之太高祖母）；胞兄内务府佐领兼郎中丁松，妻孔氏（父衍聖公孔毓圻）。其子薩漢泰。孙女索綽絡氏，嫁鑲白旗滿洲、江蘇按察使佟佳氏遇昌。
  - 胞姊一索綽絡氏，嫁内务府镶黄旗满洲海三格（父康熙五十三年至六十年总管内务府大臣海章）。
  - 胞姊二索綽絡氏，嫁内务府镶黄旗汉军孫氏應祥（父内务府司庫德格；始祖孫榮徳；“孫榮徳，鑲黄旗包衣管領下人，世居鐵嶺地方，來歸年分無考。……其孫徳格、孫國泰俱原任司庫。曽孫英泰現任䕶軍校”（载《八旗滿洲氏族通譜》卷76））。
- 父石永寧（字東村），隐士诗人，隐居盘山，著有《東村詩鈔》、《白山氓铸陶》（乾隆刻本），与正黄旗汉军诗人李锴友善。母赵氏（父內務府正黃旗皇子茶上人雅圖）。其：
  - 胞兄明惪（字显庵），著《寄闲堂诗集》八卷。
  - 胞兄富寧（字志瀛，号東溪），雍正三年甲辰科举人，著《东溪先生诗》。
  - 胞兄明夔（字允諧）。
  - 胞兄昭珠（字廉浦），圆明园六品苑丞兼理工程处事务。子博禮，孙女索綽絡氏嫁镶蓝旗汉军尚維勷（父佐领尚玉德，祖父領侍衞內大臣尚崇廙，曾祖尚之隆；胞兄乾隆三十年乙酉科武举人尚維寶，系光緒十八年（1892年）壬辰科进士尚其亨之高祖）。
  - 胞姊索綽絡氏，嫁怡亲王府侍从額爾登額。
  - 胞姊索綽絡氏，嫁内务府镶黄旗、武英殿副总管石保。
- 胞弟觀德（字近亭，1725-1784），勇武多力。妻侯氏（父镶黄旗汉军實祿），賈氏（父正白旗满洲、圆明园护军参领巴蘭泰），王氏（父镶黄旗满洲、归化城驻防五品防御哈豐阿）。德保 (清朝)为堂弟觀德作纪念诗《宿盘山史各庄挂月山房忆近亭亡弟》。石永寧的好友、宫廷画家冷枚目睹八岁觀德能举百斤之石，“观其体干雄特，眉目爽朗，岂非虎豹之生已具食牛之气欤？”，于1732年特作《虎子图》卷（题识者先后有简亲王德沛、慎郡王胤禧、平郡王福彭、淳親王弘暻 (淳慎郡王)、大学士高斌、翰林钱陈群、诗人李锴、成亲王永瑆等）。其：
  - 子觀瑞（字竹楼，1785-？），嘉庆十五年（1810）庚午科顺天乡试举人，江西粮道；孙女索綽絡氏，嫁內務府正白旗漢軍李慶會（族亲光绪三年（1877年）丁丑科进士继昌 (光绪进士)；胞兄李庆德，内务府会计司郎中；胞姊李氏，嫁内务府正白旗汉军、内务府庆丰司员外郎兼镶黄旗公中佐领尚纯嘏，其子道光十八年（1838）戊戌进士延恒，孙女尚氏系正蓝旗汉军、光緒二年丙子恩科进士胡俊章儿媳；李慶會之女一嫁镶红旗满洲、光緒六年進士他他拉氏志銳，即光绪帝瑾妃和珍妃的堂兄，女二嫁咸豐己未科進士、镶白旗宗室常珩）。
  - 子觀恒；孙女索綽絡氏，原配嫁镶黄旗满洲、頭等侍衛、理藩院尚書富察氏聯順（父鄂倫，祖父武英殿大學士、三等襄勇侯明亮 (清朝)）。
  - 女索綽絡氏，嫁镶黄旗汉军花永開（父参将花長鼎）。
- 堂弟德保 (清朝)（父明惪），乾隆二年（1737年）丁巳恩科三甲進士，与观保进士同榜，任閩浙總督、禮部尚書。
- 堂弟德风（1729-1786），乾隆壬申恩科三甲进士，仕至内阁学士兼礼部侍郎。
- 堂侄英和，乾隆五十八年（1793年）癸丑科二甲進士，官至軍機大臣，協辦大學士。
- 堂侄女索綽絡氏（父德保），封乾隆帝之瑞貴人。
- 妻王氏（父奉宸苑拜唐阿四格）。
- 长子觀慶。妻瓜爾佳氏（父鑲白旗滿洲、三等侍衛海隆阿，胞叔乾隆己未进士傅隆阿，嫡堂兄乾隆庚壬申科進士、世襲恩騎尉景福 (乾隆進士)，堂侄女瓜爾佳氏嫁镶黄旗满洲、一等誠靖侯富察氏福长安）。其子禧安；妻汪氏（父内务府正白旗汉军、两淮盐政、总管内务府大臣巴寧阿，姑母汪佳氏封乾隆帝之惇妃）。
- 次子觀豫，内务府郎中、長蘆鹽政、江寧織造。继妻瓜爾佳氏（父正紅旗滿洲、乾隆丙辰科進士勤毅公吳達善），三繼妻李氏（父二達塞）。
  - 孙儿繩安，妻愛新覺羅氏（父镶白旗宗室恒維，祖父宗室亮清，曾祖裕莊親王廣祿 (清宗室)，高祖悼親王保綬）。
  - 孙女索綽絡氏，嫁正白旗满洲章佳氏那彥堪（父一等誠謀英勇公、成都將軍阿迪斯，祖父一等誠謀英勇公阿桂；嫡堂兄乾隆五十四年（1789年）己酉科进士那彥成）。
  - 孙女索綽絡氏，嫁鑲紅旗滿洲葉赫那拉氏達權（父那浚，祖父湖南巡撫常鈞；祖伯父漕运总督、浙江巡撫纳兰常安）。
  - 孙女索綽絡氏，嫁正白旗满洲喜塔臘氏達林（父盛住，姑母喜塔臘氏封嘉庆帝之孝淑睿皇后即道光帝生母，祖父(追)三等承恩公和爾經額，曾祖常安，曾祖伯文端公來保；胞兄奉天府尹慶林，其曾孙光緒二年（1876年）丙子恩科进士文慎公裕德）。
  - 孙女索綽絡氏，嫁镶黄旗满洲琦昂（父西安副都统、福州将军達冲阿）。
- 长女索綽絡氏，嫁正蓝旗满洲、乾隆乙丑科進士葉赫那拉氏溫敏 (乾隆進士)。其子乾隆嘉慶丙辰進士那爾豐阿。
- 次女索綽絡氏，側福晉嫁榮純親王永琪（乾隆帝第五子）。其子榮恪郡王綿億。
- 三女索綽絡氏，嫁镶黄旗汉军、佐領范宜勷（父副都統、侍郎范時紀，祖父范承祚，曾祖文肅公范文程；胞叔范時績，其子盛京兵部侍郎范宜清，孙女范氏系正白旗汉军进士徐长喆母亲）。